# Derovere
Derovere är en ort och kommun i provinsen Cremona i regionen Lombardiet i Italien. Kommunen hade 306 invånare (2018).